# Gex
Gex (/ʒɛks/) is een gemeente in het Franse departement Ain (regio Auvergne-Rhône-Alpes). De gemeente telde 13.455 inwoners op 1 januari 2022.

## Geschiedenis
Gex werd voor het eerst genoemd in de 11e eeuw, het hing toen af van de graaf van Genève. In 1178 werd Gex een afzonderlijke heerlijkheid. In 1353 werd deze heerlijkheid verworven door Savoye en in 1601 werd Gex een deel van Frankrijk. In 1815 werd een douanevrije zone (Zone franche) met het nabijgelegen Zwitserland ingesteld in het Land van Gex. Deze bleef bestaan gedurende de 19e en 20e eeuw, ondanks pogingen van Frankrijk in de jaren 1920 om deze zone af te schaffen.

## Sport
Gex was twee keer etappeplaats in de wielerkoers Ronde van Frankrijk. De Belg Léon Scieur (1920) en Luxemburger Nicolas Frantz (1924) wonnen in Gex.

## Geografie
De oppervlakte van Gex bedroeg op 1 januari 2022 32,02 vierkante kilometer; de bevolkingsdichtheid was toen 420,2 inwoners per km².
De onderstaande kaart toont de ligging van Gex met de belangrijkste infrastructuur en aangrenzende gemeenten.

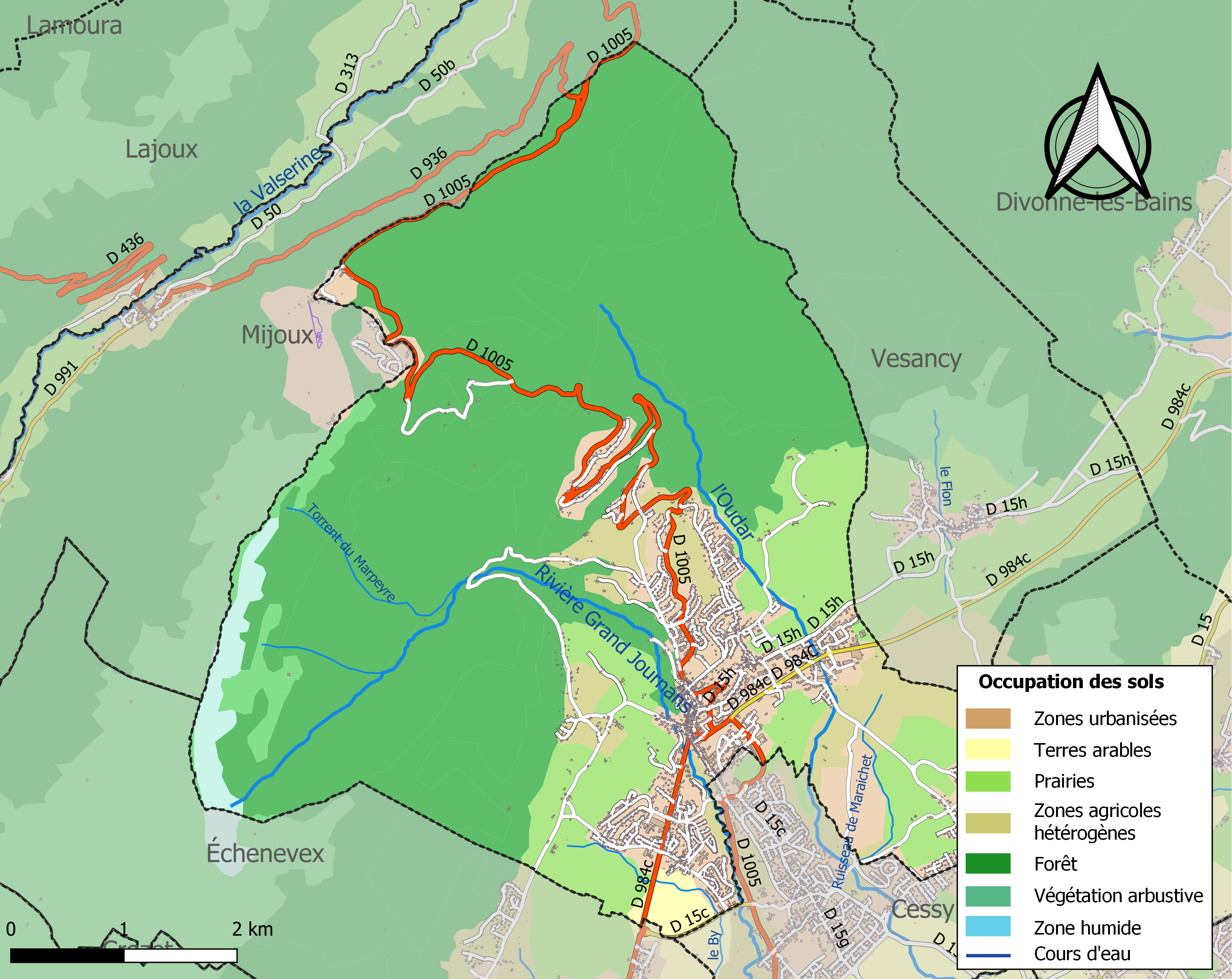

## Demografie
Onderstaande figuur toont het verloop van het inwoneraantal van Gex vanaf 1962. De cijfers zijn afkomstig van het Frans bureau voor statistiek en bevatten geen dubbel getelde personen (volgens de gehanteerde definitie population sans doubles comptes).
Vanwege een beveiligingsprobleem met de MediaWiki Graph-software is het momenteel niet mogelijk deze grafiek weer te geven. Zodra de software is bijgewerkt zal de grafiek vanzelf weer zichtbaar worden.

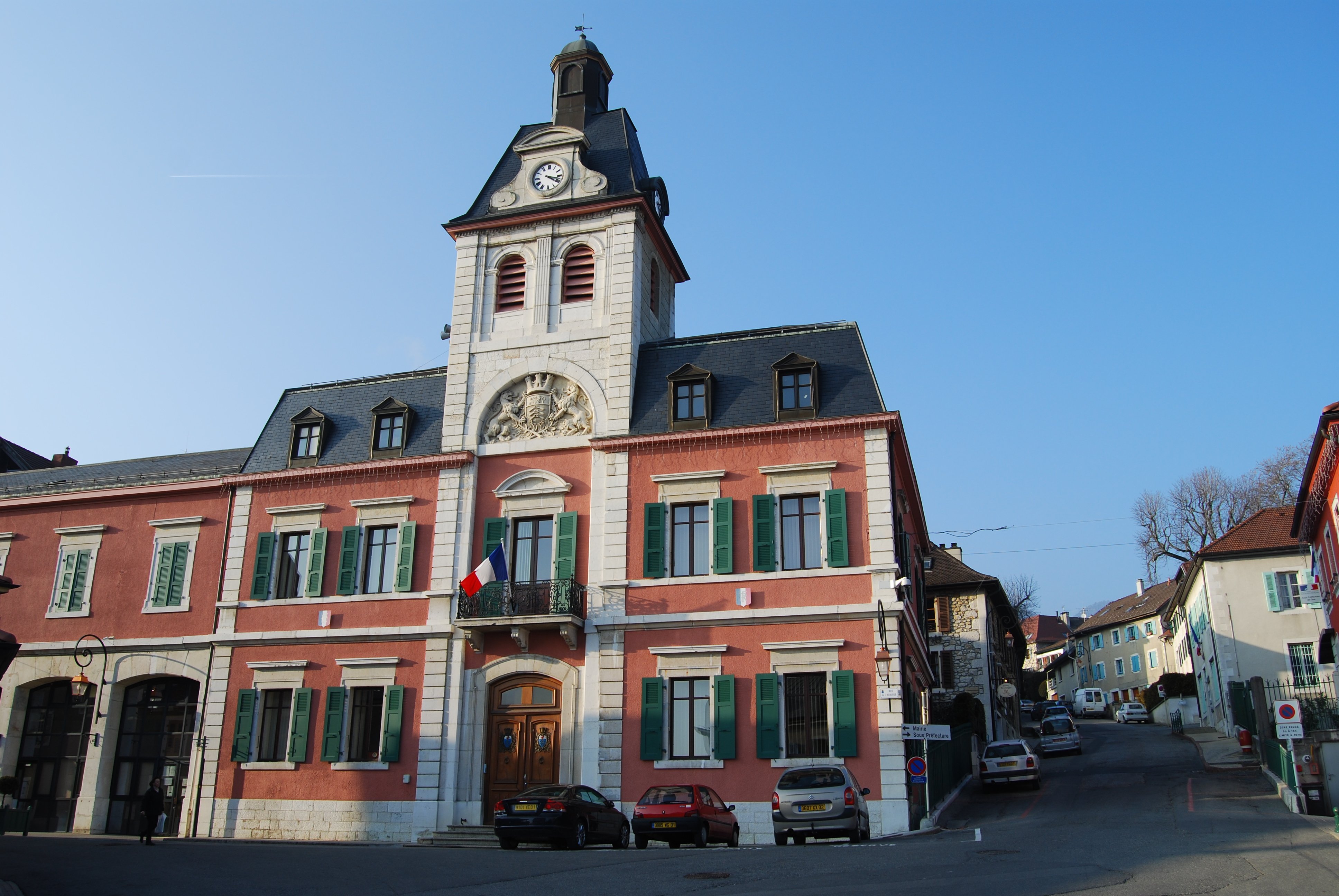
Gemeentehuis
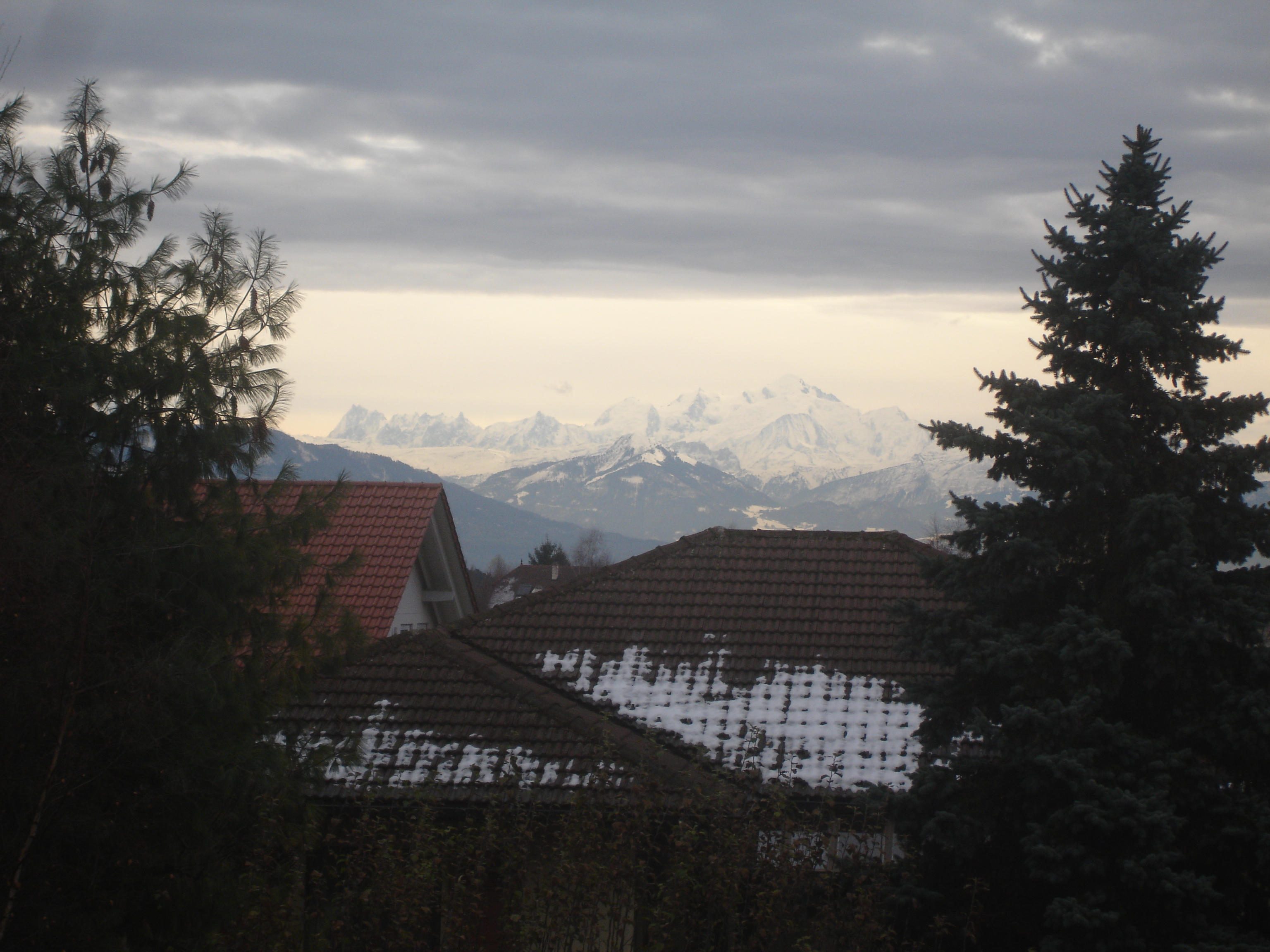
Mont Blanc gezien vanuit Gex
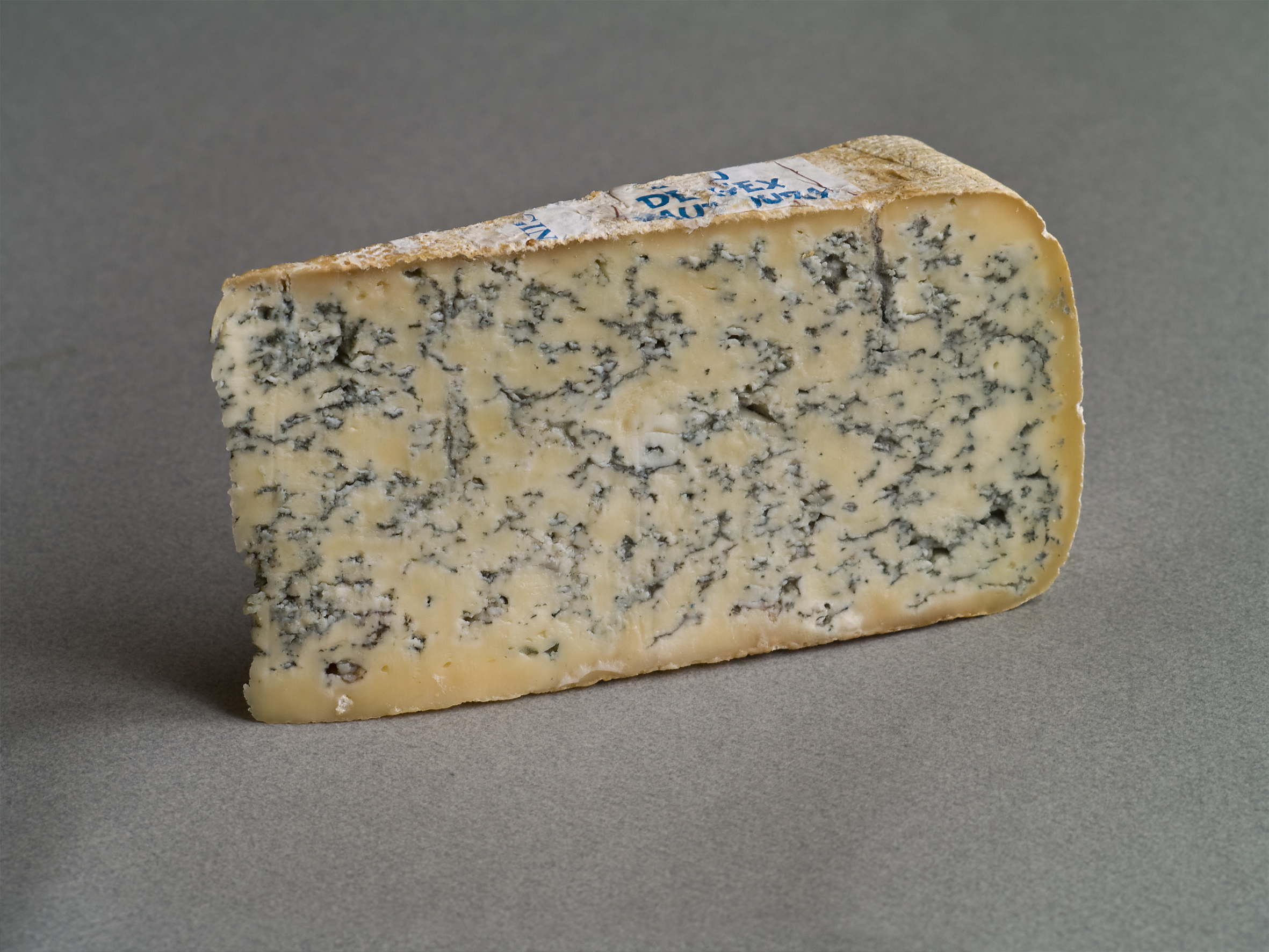
Bleu de Gex